# Czekanów (województwo mazowieckie)
Czekanów – wieś w Polsce położona w województwie mazowieckim, w powiecie sokołowskim, w gminie Jabłonna Lacka. Ma status sołectwa.
| SIMC    | Nazwa     | Rodzaj    |
| ------- | --------- | --------- |
| 0672490 | Kozieniec | część wsi |
| 0672509 | Pieńki    | część wsi |
| 0672515 | Powłoczki | część wsi |
| 0672521 | Zastawie  | część wsi |

W latach 1954–1961 wieś należała i była siedzibą władz gromady Czekanów, po jej zniesieniu w gromadzie Jabłonna. W latach 1975–1998 miejscowość administracyjnie należała do województwa siedleckiego.
Wieś jest siedzibą rzymskokatolickiej parafii św. Andrzeja Boboli

## Historia
Archeolodzy stwierdzili, że w Czekanowie już od VI wieku n.e. rozwijał się lokalny mikroregion osadniczy. Początkowo w jego skład wchodziło kilka osad otwartych, których faza najbardziej intensywnego użytkowania przypadała na VIII–X wiek. Dwie główne osady znajdowały się w bezpośrednim sąsiedztwie cmentarza wyodrębnionego z otoczenia poprzez budowę dookolnej palisady i usypanie symbolicznych wałów oraz odcięcie głębokim rowem. Dokonywano tam również czynności obrzędowych – najpewniej związanych z nieznanym pogańskim kultem zmarłych. Rozkwit osadniczy mikroregionu, objawiający się znacznym przyrostem liczby zasiedlonych punktów, nastąpił w ciągu XI stulecia i połączony był z przeniesieniem centrum osadniczego na przeciwległy brzeg rzeki Turnej, gdzie być może zbudowano wówczas założenie obronne w postaci grodu obronnego. 
W czasie II wojny światowej małżeństwo Alfreda i Bolesław Pietraszek ukrywali w swoim majątku w Czekanowie 18 osób pochodzenia żydowskiego. Za swoją bohaterską postawę uhonorowani zostali w 2007 r. najwyższym izraelskim odznaczeniem państwowym Sprawiedliwy wśród Narodów Świata. 
W miejscowości urodził się Stanisław Bądzyński – polski chemik i fizjolog. Jeden z założycieli Polskiego Towarzystwa Chemicznego.

## Zabytki
- kościół parafialny pw. św. Andrzeja Boboli wzniesiony w latach 50. XX wieku na miejscu cerkwi unickiej z 1725 r.
- cmentarzysko wczesnośredniowieczne składające się m.in. z kilku kurhanów